# قلاجة برازيلية
القِلاَجَة البرازيلية أو الكِلاَجَة البرازيلية هي نوع أشجار دائمة الخضرة من الفصيلة القلاجية، أصيلة جنوب البرازيل. يمكن رحي لحاء أو أوراق القلاجة البرازيلية ليُستعمل المسحوق كبديل للصابون، وهو ناتج على وجود مادة الصابونين فيه.